# Tonga Loa
Tevita Fifita (Kissimmee, Florida, 7 de mayo de 1983) es un luchador profesional estadounidense. Actualmente trabaja para la empresa WWE, donde se presenta en la marca SmackDown bajo el nombre de Tonga Loa, además de ser miembro del stable The Bloodline. 
Anteriormente ya había trabajado para WWE, siendo en ese entonces conocido como Camacho. También ha laborado para otras compañías, como Total Nonstop Action Wrestling (TNA), donde fue conocido como Micah. Entre sus logros, destaca siete reinados como Campeón en Parejas de IWGP, uno como Campeón Mundial en Parejas de ROH, y uno como Campeón en Parejas de Florida de FCW junto a CJ Parker.

## Primeros años
Nacido en Kissimmee, Florida, Fifita asistió a la Universidad de Texas en El Paso (UTEP), donde jugó fútbol americano como defensive end. Se graduó en la licenciatura de artes liberales especializándose en comunicaciones de medios electrónicos y justicia penal (en menor grado).
Fifita es un luchador profesional de segunda generación; su padre Haku fue luchador profesional.

## Carrera

### World Wrestling Entertainment / WWE (2009-2014)
El 10 de febrero de 2009, Fifita firmó un contrato de desarrollo con World Wrestling Entertainment, siendo asignado a su territorio de desarrollo Florida Championship Wrestling (FCW) como Tonga. En marzo, cambió su nombre a Agent T., siendo parte del stable Washington's Secret Service junto al Agent D. y el Agent C. Más tarde cambió su nombre a Danny Marlow. El 21 de julio de 2011, Marlow & C.J. Parker derrotaron a Calvin Raines & Big E. Langston ganando el Campeonato en Parejas de Florida de la FCW. El 3 de noviembre, Marlow & Parker perdieron el Campeonato en Parejas frente a Brad Maddox & Briley Pierce.

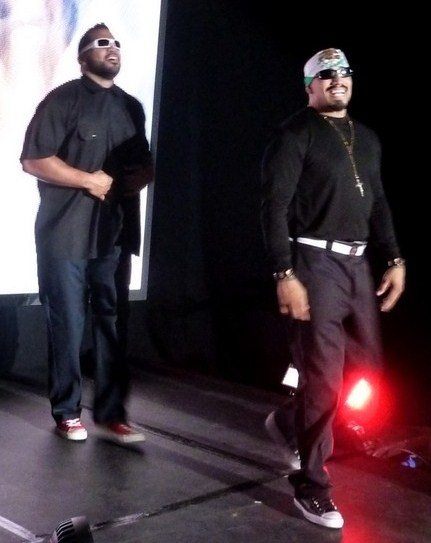
Camacho (izquierda) y Hunico, en noviembre de 2013.

En el episodio de Superstars del 15 de diciembre, Fifita llegó al ring como el nuevo guardaespaldas de Hunico y siendo Camacho su nombre nuevo. En el episodio de SmackDown del 30 de diciembre, Hunico fue acompañado por Camacho en un combate frente a Justin Gabriel que logró ganar. Tras el combate, Camacho ayudó a Hunico a atacar a Gabriel. En la edición de SmackDown del 7 de febrero, Camacho participó en una battle royal para reemplazar a Randy Orton en la Elimination Chamber pero fue eliminado. En la edición de SmackDown del 4 de mayo, Camacho luchó por primera vez, junto a Hunico, siendo derrotados por los Campeones en Pareja The Boom Truth (R-Truth & Kofi Kingston). Su primer combate en un pague por evento fue en Over the Limit, donde fue derrotado por Ryback. Camacho tuvo dos combates en la edición de WWE NXT del 4 de julio, donde fue derrotado por Seth Rollins en un single match, pero donde salió victorioso en un 6-men tag team match cuando él, Hunico & Michael McGillicutty vencieron a Seth Rollins, Tyson Kidd & Bo Dallas. Camacho obtuvo su primera victoria en un single match en el episodio del 11 de julio de NXT cuando se enfrentó a Tyson Kidd después de que Michael McGillicutty distrajera a este, costándole el combate. En el pre-show de Money in the Bank, Hunico y él perdieron frente a los Campeones en Parejas de WWE The Boom Truth en un combate sin el título en juego. En el episodio 1000 de Raw, Camacho, junto con Hunico y otros cuatro luchadores intentaron emboscar a Kane para que hiciese una declaración, pero The Undertaker hizo su regreso, lo que dio lugar a que los Brothers of Destruction eliminaran a los seis luchadores que intentaron atacar. Con Hunico fuera de acción, Camacho continuó compitiendo en NXT; después de una recompensa de $5.000 ofrecida a aquel que lograra poner a Big E. Langston "en la parrilla"; Camacho intentó reclamar la recompensa a finales de 2011 para "sacar a Hunico para México", pero fue vencido por Lansgton en un combate squash por Langston. El 4 de abril de 2013 Camacho volvió con Hunico en un evento en vivo de WrestleMania Axxes. Regreso a la TV el 6 de noviembre en WWE Main Event junto con Hunico, perdiendo ante The Usos. Sin embargo, a finales de 2013, Hunico empezó a usar el personaje de Sin Cara, por lo que ambos se separaron, después de esto Camacho empezó a luchar solo en NXT Wrestling. Logró su primera victoria individual ante Oliver Grey. El 8 de mayo episodio de NXT participó en un Battle Royal por ser el contendiente #1 al Campeonato de NXT, pero fue eliminado por Xavier Woods. En NXT Takeover fue derrotado por Adam Rose. El 12 de junio, fue despedido de WWE.

### Total Nonstop Action Wrestling (2015-2016)
El 16 de febrero de 2015, participó en el TNA One Night Only Gut Check, donde ganó un torneo para ganarse un puesto en Total Nonstop Action Wrestling. El 15 de marzo de 2015 en Impact Wrestling, debutó bajo el nombre de Micah  hizo su debut como miembro de The Rising, un stable compuesto por Drew Galloway, Eli Drake y él. En el 24 de abril en Impact Wrestling, Micah fue derrotado Kenny King. El 1 de julio en la edición de Impact Wrestling perdió ante BDC y obligó a Micah, Drake y Galloway a disolverse como The Rising.

### New Japan Pro-Wrestling (2016–2024)

#### 2016
El 12 de marzo de 2016, Fifita fue anunciado como el miembro nuevo del stable Bullet Club en New Japan Pro Wrestling (NJPW). El anuncio fue hecho por su hermano Tama Tonga, quien desafió a Togi Makabe y Tomoaki Honma a un combate por el Campeonato en Parejas de la IWGP en Invasion Attack. Dos días más tarde, a Fifita le dieron el nuevo nombre como Tanga Loa (a veces escrito "Tanga Roa"), mientras que su equipo con su hermano fue apodado como Guerrillas of Destiny (GOD). El nombre del anillo de Fifita fue tomado de Tangaloa, una familia de dioses en la mitología de Tonga. Loa hizo su debut en NJPW el 27 de marzo atacando a Togi Makabe durante su combate con Tonga, causando una descalificación. El primer combate de Loa tuvo lugar el 1 de abril, cuando él y los compañeros de Bullet Club (Tama Tonga, Bad Luck Fale, Kenny Omega y Yujiro Takahashi) fueron derrotados por Makabe, Honma, Juice Robinson, Hiroshi Tanahashi y Michael Elgin en una eliminación de diez hombres. El 10 de abril en Invasion Attack, GOD derrotó a Makabe y Honma para convertirse en los nuevos Campeones en Parejas de la IWGP. Perdieron el título de The Briscoe Brothers (Jay y Mark) el 19 de junio en Dominion 6.19 in Osaka-jo Hall El 10 de octubre en King of Pro-Wrestling, Guerrillas of Destiny recuperaron sus títulos contra The Briscoe Brothers. En diciembre, las Guerrillas del Destino ganaron su bloque en la World Tag League 2016 con un récord de seis victorias y una derrota y avanzaron a la final del torneo. El 10 de diciembre, las Guerrillas del Destino fueron derrotadas en las finales del torneo por Togi Makabe y Tomoaki Honma.

#### 2017
El 4 de enero de 2017 en Wrestle Kingdom 11, Loa y Tonga perdieron el Campeonato en Parejas de la IWGP ante Tomohiro Ishii y Toru Yano en un Triple Threat Match, en el que también participan Makabe y Honma. El 11 de junio en Dominion 6.11 en Osaka-jo Hall, Loa y Tonga derrotaron a War Machine (Hanson & Raymond Rowe) para ganar el Campeonato en Parejas de la IWGP por tercera vez. Perdieron el título de regreso a War Machine en un combate sin descalificación el 1 de julio en G1 Special in USA.

#### 2018
El 7 de julio en G1 Special: in San Francisco, Tama, Loa, King Haku, Chase Owens y Yujiro Takahashi derrotaron a los miembros de CHAOS Gedo, Yoshi-Hashi y Roppongi 3K (Rocky Romero, Sho y Yoh), con Tama clavando a Gedo después de una muerte tongana Agarre de Haku a Gedo seguido de un arma aturdidora. Al final de la noche, después de la victoria de Kenny sobre Cody en el evento principal, Tama, Loa y Haku salieron a celebrar aparentemente con Kenny y los Young Bucks en un show de lealtad, solo para atacar a The Elite, así como a otros miembros del Bullet Club Hangman Page, Marty Scurll, incluso Chase y Takahashi, y finalmente Cody, cuando intentaron intervenir. Luego abandonaron el ring declarando que eran el verdadero Bullet Club, cambiando a heel.

### Regreso a WWE (2024–presente)
El 4 de mayo de 2024 en Backlash France, Fifita hizo su regreso a WWE como Tanga Loa y como un nuevo miembro de The Bloodline, ayudando a Solo Sikoa y a su hermano Tama Tonga a derrotar a Kevin Owens y Randy Orton en una lucha por equipos de estipulación Street Fight.

## Campeonatos y logros
- Florida Championship Wrestling

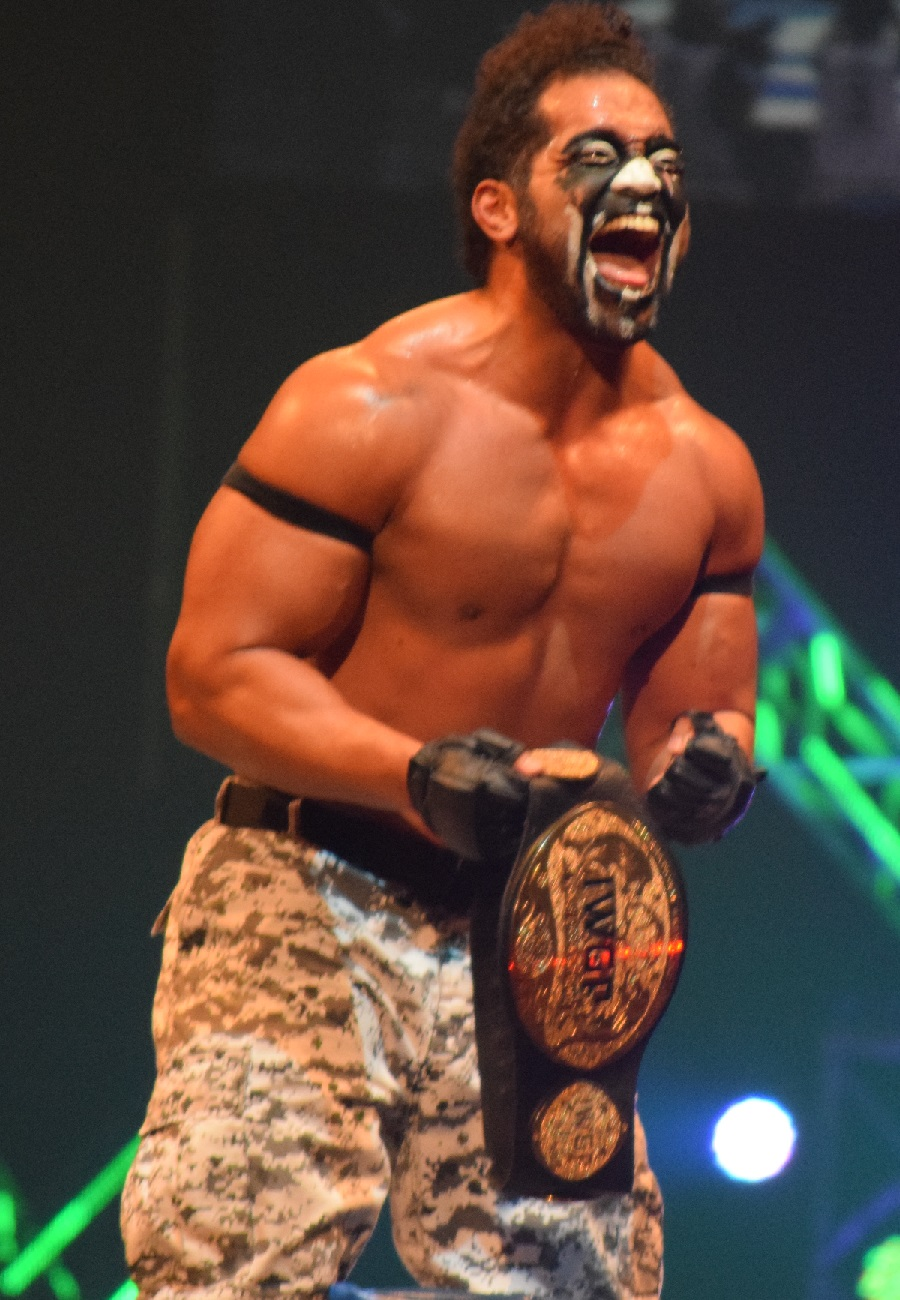
Loa como Campeón en Parejas de IWGP.

  - FCW Florida Tag Team Championship (1 vez) - con CJ Parker

- New Japan Pro-Wrestling
  - IWGP Tag Team Championship (7 veces) - con Tama Tonga
  - NEVER Openweight 6-Man Tag Team Championship (3 veces) - con Bad Luck Fale & Tama Tonga (2) y Taiji Ishimori & Tama Tonga (1)
  - Word Tag League (2020) - Tama Tanga

- Ring of Honor
  - ROH World Tag Team Championship (1 vez) – con Tama Tonga

- World Wrestling Entertainment
  - WWE Tag Team Championship (1 vez) – con Tama Tonga

- Pro Wrestling Illustrated
  - Situado en el N°176 en los PWI 500 de 2012[18]
  - Situado en el N°200 en los PWI 500 de 2013
  - Situado en el N°188 en los PWI 500 de 2015
  - Situado en el N°324 en los PWI 500 de 2016
  - Situado en el N°140 en los PWI 500 de 2017